# Arreskov
 Arreskov er en gammel hovedgård, som nævnes første gang i 1210. Det er nu det tredje Arreskov, vi ser i dag. 
Det nye voldsted er anlagt i 1558. Gården ligger ved Arreskov Sø, i Øster Hæsinge Sogn, Sallinge Herred, Faaborg Kommune.
Hovedbygningen er opført i 1568-1573-1580 og ombygget i 1872-1873 ved H.A.W. Haugsted og indgik i grevskabet Muckadell. Arreskov Gods er på 1.638 hektar med Gelskov og Brobygård.
Godset er brugt som lokalitet til filmen Far til fire - i stor stil som det slot onkel Anders har arvet.

## Ejere af Arreskov
- -1241) Kronen
- (1241-1252) prins Abel
- (1252-1264) Abel Abelsøn
- (1264-1426) Kronen
- (1426-1453) Tue Hardenberg
- (1453-1490) Jep Hardenberg
- (1490-1502) Kronen
- (1502) Poul Laxmand / Torben Bille
- (1502-1516) Torben Bille
- (1516) Edele Torbensdatter Bille gift Hardenberg
- (1516-1542) Jacob Hardenberg
- (1542-1558) Sophie Lykke gift Hardenberg
- (1558) Helvig Jacobsdatter Hardenberg gift Rosenkrantz
- (1558-1575) Erik Ottesen Rosenkrantz
- (1575-1599) Helvig Jacobsdatter Hardenberg gift Rosenkrantz
- (1599-1616) Jacob Eriksen Rosenkrantz
- (1616-1622) Pernille Gyldenstierne gift Rosenkrantz
- (1622-1636) Henrik Jacobsen Rosenkrantz
- (1636) Christence Jacobsdatter Rosenkrantz gift Høg
- (1636-1661) Mogens Høg
- (1661-1679) Christence Jacobsdatter Rosenkrantz gift Høg
- (1679-1696) Jørgen Ottesen Skeel
- (1696-1700) Christoffer Jørgensen Skeel
- (1700) Elisabeth Bille gift Skeel
- (1700-1729) Erik Jørgensen Skeel
- (1729-1742) Ida Jørgensdatter Skeel gift von Holsten
- (1742-1772) Erik Skeel von Holsten
- (1772) Berthe Kirstine Nielsdatter Juel Reedtz gift (1) von Holsten (2) de Muckadell
- (1772-1797) Albrecht Christopher lensgreve Schaffalitzky de Muckadell
- (1797-1823) Erik Skeel lensgreve Schaffalitzky de Muckadell
- (1823-1858) Albrecht Christopher lensgreve Schaffalitzky de Muckadell
- (1858-1905) Erik Engelke lensgreve Schaffalitzky de Muckadell
- (1905-1939) Albrecht Christopher Carl Ludvig lensgreve Schaffalitzky de Munkadell
- (1939-1941) Albrecht Christopher Carl Ludvig lensgreve Schaffalitzky de Munkadells dødsbo
- (1939-1963) Erik Engelke lensgreve Schaffalitzky de Muckadell
- (1963-1980) Michael baron Schaffalitzky de Muckadell
- (1980-) Erik Engelke lensgreve Schaffalitzky de Muckadell / Jacob baron Schaffalizky de Muckadell